# Dubaï Desert Rock Festival
The Dubaï Desert Rock Festival était un festival consacré au hard rock et au heavy metal ayant lieu aux Émirats arabes unis dans l'émirat de Dubaï. Il était organisé chaque année de 2004 à 2009.

## Historique
Le Dubaï Desert Rock Festival est né de l’idée par les autorités locales  de créer le seul festival de rock et metal du Moyen-Orient. La première édition devait donc regrouper 10 000 spectateurs, mais l’annulation de dernière minute de Limp Bizkit (en prétextant que Dubaï n’était pas un endroit sûr) a sérieusement entravé les choses (seulement 3 500 personnes sont venues).
Pour les éditions suivantes, et pour assurer la pérennité du festival, les choses ont été mieux organisées, les promoteurs ont fait venir plus de groupes (12 groupes en 2007 contre 3 en 2004), dont certains dont la renommée n’est plus à faire (Iron Maiden, Megadeth, ou encore Machine Head).
Il semblerait que le pari des organisateurs soit gagné puisque dès la deuxième édition, Juliana Down & Nervecell a joué devant 6 000 spectateurs (sachant que la population des Émirats arabes unis compte moins de 4 millions d’habitants).
Iron Maiden a joué devant 25 000 personnes en 2007.

## Programmation

### 2004
- The Rasmus
- Juliana Down
- Limp Bizkit a annulé sa prestation deux jours avant la date prévue.

### 2005
- The Darkness
- Machine Head
- Within Temptation
- Sepultura
- Juliana Down
- Nevercell

### 2006
- Megadeth
- 3 Doors Down
- Reel Big Fish
- Testament
- Saxon
- Mannikind

### 2007
Le 9 mars
- Iron Maiden
- Prodigy
- Stone Sour
- In Flames
- Mastodon
- Lauren Harris
- Junkyard Grooves

Le 10 mars
- Robert Plant et Strange Sensation
- Incubus
- The Bravery
- Prime Circle
- Junkyard Grooves

### 2008
Le 7 mars
- Korn
- Machine Head
- Killswitch Engage
- As I Lay Dying
- Nervecell
- Slapshock
- The Galeej Gurus

Le 8 mars
- Muse
- Velvet Revolver
- Marky Ramone
- Juliana Down
- Spoon Feedas
- The Galeej Gurus

### 2009
- Motörhead
- Arch Enemy
- Opeth
- Chimaira
- August Burns Red
- Nervecell
- Scarab
- Hatred